# Cock Sparrer
Cock Sparrer (ehemals Cock Sparrow) ist eine englische Punk-Rock-Band, die 1972 im Londoner East End gegründet wurde und sich musikalisch zunächst dem Glam Rock und Pub Rock verschrieben hat. Obwohl sie nie kommerziell erfolgreich waren, wie z. B. The Clash oder Sex Pistols, ebneten sie den Weg für die Punkszene der frühen 80er Jahre und wurden ähnlich wie Sham 69 oder Slaughter and the Dogs eng mit dem Subgenre Oi! verknüpft.

## Bandgeschichte
Gegründet wurde die Band 1972 von Steve Bruce (Schlagzeug), Mick Beaufoy (Gitarre), Steve Burgess (Bass) und Collin McFaull (Gesang). Das Gerücht, Cock Sparrer sei eine Band von West-Ham-Fans, wies Daryl Smith zurück und gab an, dass nur Sänger Collin McFaull Fan dieses Vereines sei. Später stieg noch Garrie Lammin als Rhythmusgitarrist ein, die einzige Position, die während des Bestehens der Band öfter wechselte. Der Bandname in seiner ursprünglichen Schreibweise „Cock Sparrow“ ist ein Ausdruck aus dem Cockney Rhyming Slang und bedeutet etwa „enger Freund“.
Wie viele englische Punk- bzw. Skinhead-Bands coverten auch sie anfangs Lieder von Rock-Gruppen wie den Rolling Stones und Small Faces. Eine Zusammenarbeit mit Malcolm McLaren, damals Manager der Sex Pistols, kam nicht zustande. In der Hochzeit der Punk/Skinhead-Bewegung erhielten sie einen Vertrag bei der Plattenfirma Decca. Besonders bekannt und beliebt war die Band anfangs nicht, ihre ersten Singles Runnin' Riot und We love you! (eine Coverversion der Rolling Stones) erreichten 1977 keine hohen Chartpositionen, und Decca Records veröffentlichte das Debütalbum 1978 zunächst nur in einer Kleinstauflage in Spanien. Auch eine Tour mit Small Faces brachte nicht den gewünschten Erfolg, und die Band stand kurz vor der Auflösung, Garrie Lammin gründete während dieser Zeit zusammen mit Joe Strummer die Pub-Rock-Band Little Roosters mit Alison Moyet als Sängerin.
Einen Popularitätsschub erhielt die Band, nachdem Gary Bushell ihr Lied Sunday Stripper auf dem ersten Oi!-Sampler Oi! The Album berücksichtigte. Anfang der 1980er-Jahre etablierte sich Oi! als Musikstil dank Bands wie Cockney Rejects und Sham 69, und mit England Belongs to Me gelang der Band ihr erster Hit. Wenig später erschien bei Carrere Records das offizielle Debütalbum Shock Troops. Es folgten weitere Alben, bis die Band aufgrund ständiger Probleme mit ihren Plattenfirmen 1987 beschloss, eine Pause einzulegen. Diese beendete sie 1992 mit einem Auftritt im London Astoria vor 2000 Zuschauern. Es folgten 1994 und 1997 zwei neue Studioalben, das darauf folgende Here We Stand erschien erst 2007. Die Veröffentlichung des nächsten Studioalbums Forever wurde allein im Berliner Club SO36 im Mai 2017 an drei Abenden gefeiert. 2024 erschien das Studioalbum Hand On Heart, das zugleich das letzte Studioalbum der Band sein soll.
Das Lied Out On An Island wurde für Campino wichtig, als er den Wehrdienst verweigerte und deshalb in Konflikt mit seinem Vater geriet.

## Diskografie

### Alben
- Cock Sparrer 1978, Decca, wiederveröffentlicht unter True Grit, 1987, Razor
- Shock Troops 1982, Carrere, wiederveröffentlicht 1991 Link
- Running Riot in ’84, 1984, Syndicate, wiederveröffentlicht unter Runnin Riot 1988, 1988, Link
- Live and Loud, 1987, Link
- Guilty as Charged, 1994, Bitz Core
- Two Monkeys, 1997, Bitz Core
- Runnin’ Riot Across the USA, 2000
- The Decca Years, 2006
- Here We Stand, 2007
- Back in SF, 2011
- Forever, 2017
- Hand on Heart, 2024

### EP
- Run Away EP, 1995, Bitz Core

### Singles
- Running Riot b/w Sister Suzie, 1977, Decca
- We Love You b/w Chip on My Shoulder, 1977, Decca
- England Belongs to Me b/w Argy Bargy, 1982, Carerre